# Kanton Tarn et Causses
Der Kanton Tarn et Causses ist ein französischer Wahlkreis im Département Aveyron in der Region Okzitanien. Er umfasst 18 Gemeinden in den Arrondissements Millau und Rodez. Bei der landesweiten Neuordnung der französischen Kantone wurde er 2015 neu geschaffen.

## Gemeinden
Der Kanton besteht aus 18 Gemeinden mit insgesamt 9928 Einwohnern (Stand: 1. Januar 2022) auf einer Gesamtfläche von 860,25 km²:
| Gemeinde                   | Einwohner 1. Januar 2022 | Fläche km² | Dichte Einw./km² | Code INSEE | Postleitzahl | Arrondissement |
| -------------------------- | ------------------------ | ---------- | ---------------- | ---------- | ------------ | -------------- |
| Campagnac                  | 437                      | 41,88      | 10               | 12047      | 12560        | Rodez          |
| Castelnau-Pégayrols        | 346                      | 53,01      | 7                | 12062      | 12620        | Millau         |
| La Capelle-Bonance         | 91                       | 14,12      | 6                | 12055      | 12130        | Rodez          |
| La Cresse                  | 323                      | 19,06      | 17               | 12086      | 12640        | Millau         |
| La Roque-Sainte-Marguerite | 178                      | 49,40      | 4                | 12204      | 12100        | Millau         |
| Montjaux                   | 435                      | 31,48      | 14               | 12153      | 12490        | Millau         |
| Mostuéjouls                | 329                      | 30,95      | 11               | 12160      | 12720        | Millau         |
| Peyreleau                  | 71                       | 16,14      | 4                | 12180      | 12720        | Millau         |
| Rivière-sur-Tarn           | 1.045                    | 26,08      | 40               | 12200      | 12640        | Millau         |
| Saint-André-de-Vézines     | 132                      | 38,97      | 3                | 12211      | 12720        | Millau         |
| Saint-Beauzély             | 575                      | 30,69      | 19               | 12213      | 12620        | Millau         |
| Saint-Laurent-d’Olt        | 631                      | 28,74      | 22               | 12237      | 12560        | Rodez          |
| Saint-Martin-de-Lenne      | 334                      | 9,48       | 35               | 12239      | 12130        | Rodez          |
| Saint-Saturnin-de-Lenne    | 325                      | 33,81      | 10               | 12247      | 12560        | Rodez          |
| Sévérac d’Aveyron          | 4.044                    | 208,72     | 19               | 12270      | 12150        | Rodez          |
| Verrières                  | 364                      | 53,01      | 7                | 12291      | 12520        | Millau         |
| Veyreau                    | 129                      | 41,09      | 3                | 12293      | 12720        | Millau         |
| Viala-du-Tarn              | 527                      | 38,56      | 14               | 12296      | 12490        | Millau         |
| Kanton Tarn et Causses     | 10.316                   | 765,19     | 13               | 1220       | –            | –              |

## Veränderungen im Gemeindebestand seit der landesweiten Neuordnung der Kantone
2016: Fusion Buzeins, Lapanouse, Lavernhe, Recoules-Prévinquières und Sévérac-le-Château → Sévérac d’Aveyron

## Politik
| Vertreter im Departementrat | Vertreter im Departementrat         | Vertreter im Departementrat |
| Amtszeit                    | Namen                               | Partei                      |
| --------------------------- | ----------------------------------- | --------------------------- |
| 2015–                       | Camille Galibert Danièle Vergonnier | UD                          |